# Astrofísica

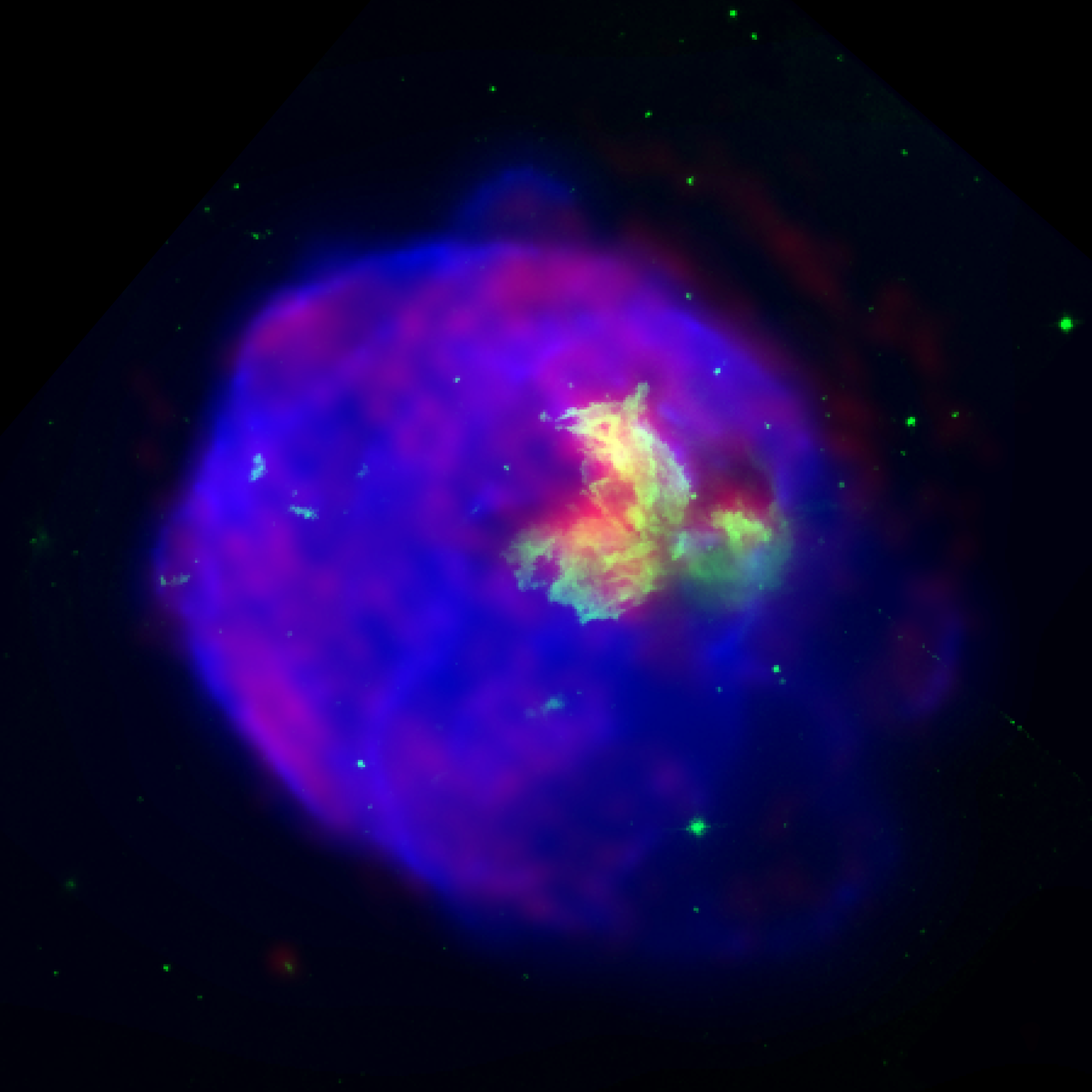
L'LMC N 63A del romanent de supernova capturat en longituds d'ona de raigs X (blau), òptica (verd) i de ràdio (vermell). La resplendor de raigs X prové del material escalfat a uns deu milions de graus centígrads per una ona de xoc generada per l'explosió de la supernova.

L'astrofísica és la branca de la física que estudia l'Univers i els cossos que conté, com ara els estels i les reaccions nuclears que es produeixen al seu interior, les galàxies, els forats negres, els púlsars, les estrelles de neutrons i el medi interestel·lar en general. La cosmologia és astrofísica teòrica a gran escala.

## Història
Si bé els grans avanços de l'astrofísica s'han produït en l'època contemporània, no podem rebutjar els primers limitats descobriments dels autors clàssics com Èudox de Cnidos, Hiparc i Ptolemeu. Aquests astrònoms es decantaren pel geocentrisme.
S'hauria d'esperar al segle xvi per trobar un astrònom que posi en qüestió el sistema geocèntric de Ptolemeu. I aquest va ser Copèrnic (Nikolaj Kopernik), astrònom polonès nat el 19 de febrer del 1473 a Torun, Polònia. Entre altres matèries, estudià astronomia a Bolònia amb Domenico Maria Novara. Novara és un dels primers científics que posa en qüestió el sistema geocèntric de Ptolemeu. L'interès de Copèrnic per la geografia i l'astronomia fou estimulat pel seu professor. Ells dos observaren nombroses ocultacions: eclipsis de lluna, així com l'ocultació de l'estel Aldebaran el 9 de març del 1497 a Bolònia. Tornà a Polònia i construí un observatori a Frauenburg (avui Frombork), on fa les seves recerques d'astronomia. Durant set anys escriu Hypothesibus Motuum Coelistium a se Contitutis Commentariolus(conegut amb el títol de Commentariolus), curt tractat d'astronomia, que acaba el 1515, i que no serà publicat fins al segle xix. És en aquesta obra en què anuncia els seus principis de l'astronomia heliocèntrica, que revolucionarà la comunitat científica del seu temps. Escriu l'obra De Revolutionibus Orbium Coelestium, acabada el 1530. Aquesta obra magistral, de la qual va sorgir el pensament cientific modern i la imatge de l'Univers més acceptada fins al principi del segle xx, no serà publicada fins al 24 de maig del 1543, poc abans de la seva mort, per un impressor de Nuremberg.
El sistema de Copèrnic descansa sobre l'observació que la Terra volta a l'entorn seu, una volta cada dia, la qual cosa explica el moviment diürn de l'esfera celeste. Postula, igualment, que la Terra fa una volta al Sol (heliocentrisme) cada any. Afirma també que els altres planetes fan el mateix a l'entorn del Sol. Copèrnic avança igualment que la Terra oscil·la sobre el seu eix, la qual cosa explicaria la precessió. La teoria de Copèrnic ataca la de Ptolemeu, i la cosmologia, la física, fins i tot la filosofia d'Aristòtil. Copèrnic conserva, de tota manera, alguns elements de l'antic sistema. La idea de les esferes sòlides, o l'esfera dels fixos. El nou sistema proposat per Copèrnic té certs avantatges sobre el del seu predecessor. Explica, entre d'altres, el moviment diari del Sol i dels estels per la rotació terrestre. També explica el moviment del Sol durant l'any. Igualment explica el moviment retrògrad dels planetes exteriors, (Mart, Júpiter i Saturn). La seva teoria pren en compte també els planetes interiors (Venus i Mercuri). Copèrnic avança també una teoria sobre l'ordre dels planetes, les seves distàncies, i, per consegüent, el període de revolució. Copèrnic contradiu Ptolemeu dient que com més gran és l'òrbita d'un planeta, més gran és el temps que caldrà perquè faça una revolució completa al Sol. Teoria que serà aprofundida, més tard, per Isaac Newton, en els Principia Mathematica, obra publicada el 1687.
A la meitat del segle xvi, les teories de Copèrnic, estaven lluny de tenir una ràpida difusió. El primer filòsof que s'hi adherí fou Giordano Bruno, el qual obtingué d'aquestes teories un conjunt de conseqüències que, des del punt de vista de la cosmologia del segle xx, són extremadament clarividents. Giordano Bruno, que no era estrictament un astrònom, sinó un filòsof, fou l'únic que acceptà les tesis copernicanes a la segona meitat del segle xvi. En les seves obres, publicades entre els anys 1584 i 1591, s'hi mostrava entusiasmat. Bruno mantenia la idea que, si es restituïa a la Terra el moviment de rotació, el moviment diürn estel·lar esdevenia una il·lusió, i ja no hi havia cap motiu per a pensar que els estels equidistaven del centre, ni que la regió estel·lar fos finita. Thomas Digges ja havia arribat a aquesta conclusió el 1576. Però, segons ell, la regió estel·lar infinita era la llar de Déu, els àngels i els benaventurats. El 1584, Bruno publicà dos importants diàlegs filosòfics en els quals elimina les esferes planetàries abans que ho fessin Christoph Rothmann, el 1586, i després Tycho Brahe, el 1587. Concep la idea d'un cel fluid, ple d'una substància (aire pur, èter, o spiritus) que no oposa resistència al moviment dels astres, que es mouen per propi impuls. Abandona la idea de jerarquia dins l'Univers. La Terra és un astre més. Bruno afirma també que l'Univers és homogeni, ple dels quatre elements (aigua, terra, foc i aire), que componen també els astres, i sotmesa la matèria a una única llei universal i necessària. Però, si no hi ha diferències entre els astres, i entre la Terra i el cel, entre el Sol i els estels, això implica que el Sol és un estel més, i els estels són sols. Si l'Univers és homogeni, com diu Bruno, els altres estels també tenen planetes. Així l'Univers esdevé homogeni, i infinit, tant en l'espai com en el temps. El conjunt format pel Sol i els planetes és la unitat fonamental de l'Univers infinit. Segons Bruno, la potència infinita d'un Déu infinit crea necessàriament un Univers infinit, format per un nombre infinit de sistemes solars, separats per vastes regions plenes d'èter, perquè l'espai buit no existeix. Bruno no arribà al concepte de galàxia. Els cometes són part del synodus ex mundis, astres, i no -com sostenien altres autors- criatures efímeres, instruments divins, nuncis de la providència. El cometa és un món, és a dir, un astre permanent, format pels quatre elements. La seva concepció cosmològica està marcada per la infinitud, l'homogeneïtat, i la isotropia. La unitat és el sistema planetari. La matèria està unida a un principi actiu animista, i intel·ligent, d'estructura discontínua, feta d'àtoms. Amb aquesta perspectiva materialista i animista, infinitista i atomista, Giordano Bruno anticipa les notes essencials de la cosmologia del segle xx.
Es pot dir que la mecànica i l'astrofísica, tal com les entenem avui, comencen amb Galileu. Amb les seves investigacions neix un corpus de teories que coneixem com a física clàssica. El 1581, Galileu entra a la Universitat de Pisa per estudiar medicina, però acaba interessant-se per les matemàtiques. Demostra que Aristòtil estava equivocat en suposar que la rapidesa de caiguda dels cossos és proporcional al seu pes. Per demostrar-ho, mesura el temps de caiguda de pesos llençats des de la torre inclinada de Pisa; descobreix l'isocronisme del pèndol observant les oscil·lacions d'un candeler a la catedral. El 1592, Galileu esdevé professor de matemàtiques a la Universitat de Pàdua, on restà 18 anys. Construí un aparell de mesura, el sextant, treballà en una explicació de les marees basada en les teories copernicanes, i escrigué un tractat de mecànica mostrant que les màquines no creen energia, però la transformen. El 1604, a causa de l'aparició d'una nova, Galileu disputa amb els filòsofs que sostenien la tesi d'Aristòtil sobre la immutabilitat del cel. Kepler postula (1609) la seva primera, i segona llei. La primera diu: l'òrbita d'un planeta a l'entorn d'un estel és una el·lipse, amb l'estel en un dels focus. La segona: una línia que va d'un planeta al seu estel escombra àrees iguals, durant intervals iguals de temps. Poc temps després, enuncia la tercera llei (1618): el quadrat del període sideral d'un planeta orbitant és directament proporcional al cub del semieix major de la seva òrbita. Per un altre costat, Galileu, el 1609, ja té un nou telescopi holandès, al qual aplica els seus descobriments científics, i comença a construir els seus propis telescopis totalment diferents dels dels Països Baixos. Al final del 1609, Galileu tenia un telescopi de 20 augments, que li permetia estudiar els cràters de la Lluna i distingir els estels de la Via Làctia. Descobreix quatre satèl·lits de Júpiter. Publica els seus descobriments el 1610, cosa que provocà grans controvèrsies perquè els altres científics no disposen de telescopis que puguen confirmar les seves observacions.
Sir Isaac Newton, nat el 25 de desembre del 1642, i mort el 20 de març del 1727, va ser un alquimista, matemàtic, científic, i filòsof, que publicà Philosophiae Naturalis Principia Mathematica (1687), en què descriu la gravitació universal i les tres lleis del moviment (lleis de la inèrcia), base de la mecànica clàssica. Newton fou el primer que demostrà que les lleis naturals governaven els moviments de la Terra i del cel. Newton també creà un model matemàtic per a les lleis de Kepler del moviment dels planetes. Volia també ampliar les seves lleis argumentant que les òrbites (com les dels estels amb cua) no eren solament el·líptiques; sinó que també podien ser hiperbòliques i parabòliques. Newton també demostrà que la llum blanca estava composta d'una mescla dels altres colors. Són també notables els seus arguments a favor que la llum està composta de partícules.
Laplace creia en el determinisme, segons el qual el món està governat per lleis matemàtiques immutables. Segons aquesta hipòtesi, si un ésser conegués la posició de totes les partícules de l'Univers, i les forces que les mouen, podria conèixer tant el passat com el futur.
Amb les primeres dècades del segle xx, arribà l'època daurada de l'astronomia; fa un segle, hom pensava que l'Univers es limitava a la Via Làctia. Es creia que hi havia, potser, uns mil milions d'estels, i entre aquests estels unes taques borroses que pareixien estels emergents, o tal vegada moribunds. Edwin Hubble i d'altres demostraren que moltes d'aquestes taques eren vertaderes galàxies. En efecte, l'abril del 1920, un viu debat enfrontà els estatunidencs Harlow Shapley, i Heber Doust Curtis. Hubble ho resolgué tres anys més tard, quan demostrà l'existència de galàxies exteriors a la nostra.
L'astrofísica moderna està basada en els següents pilars: els descobriments de la mecànica clàssica, que donen resultats acurats per explicar algunes observacions astronòmiques; la teoria de la relativitat general, publicada el 1916; la llei de Hubble-Lemaître, publicada el 1927 i 1929, que relaciona la distància d'una galàxia amb el desplaçament cap al roig del seu espectre; i el model estàndard de física de partícules, que si bé es basa en descobriments fets des de finals del segle xix, fou formulat com el coneixem actualment a la dècada del 1970; i la teoria quàntica de camps relativista per a sistemes que es mouen a gran velocitat, prop de la velocitat de la llum, i en els quals intervé la mecànica quàntica.